# Cemitério Evangélico de Rio Claro

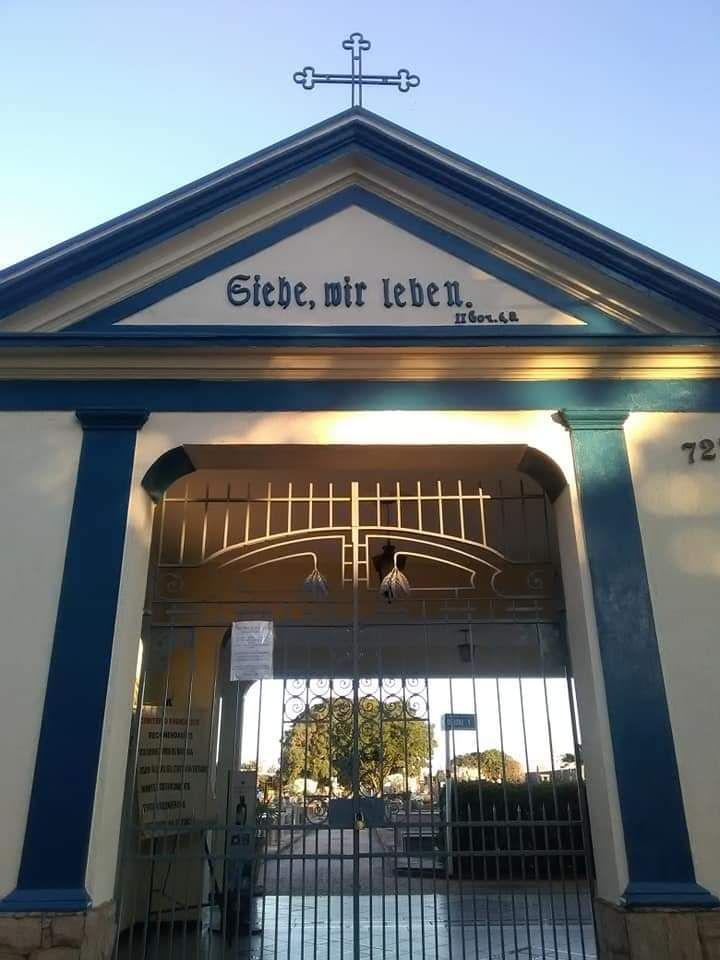
Fachada do Cemitério Evangélico de Rio Claro

O Cemitério Evangélico de Rio Claro, também conhecido como Cemitério Alemão, é um cemitério particular ligado à Comunidade de Confissão Luterana, ocupa uma área de 9.889,85 metros quadrados e está localizado na zona sul da cidade de Rio Claro (São Paulo). Fundado em 01 de junho de 1863, abriga a maior parte das sepulturas dos imigrantes alemães e suíços (e descendentes), que chegaram e se instalaram na cidade e região na primeira metade do Século XIX, recrutados principalmente para a produção de mão de obra, para as lavouras de cana-de-açúcar e café. 

## História
Sob a liderança de Eduard Bohn, 46 pessoas reuniram-se na intenção de organizar um cemitério, onde pudessem enterrar seus entes queridos. Basearam-se em dois fatores fundamentais para tal empreitada, o primeiro implica que o único cemitério da cidade era católico, sendo assim, não eram permitidos sepultamentos de pessoas de outras denominações; o segundo é o fato da importância para os imigrantes protestantes, de possuírem um local próprio de enterramento.

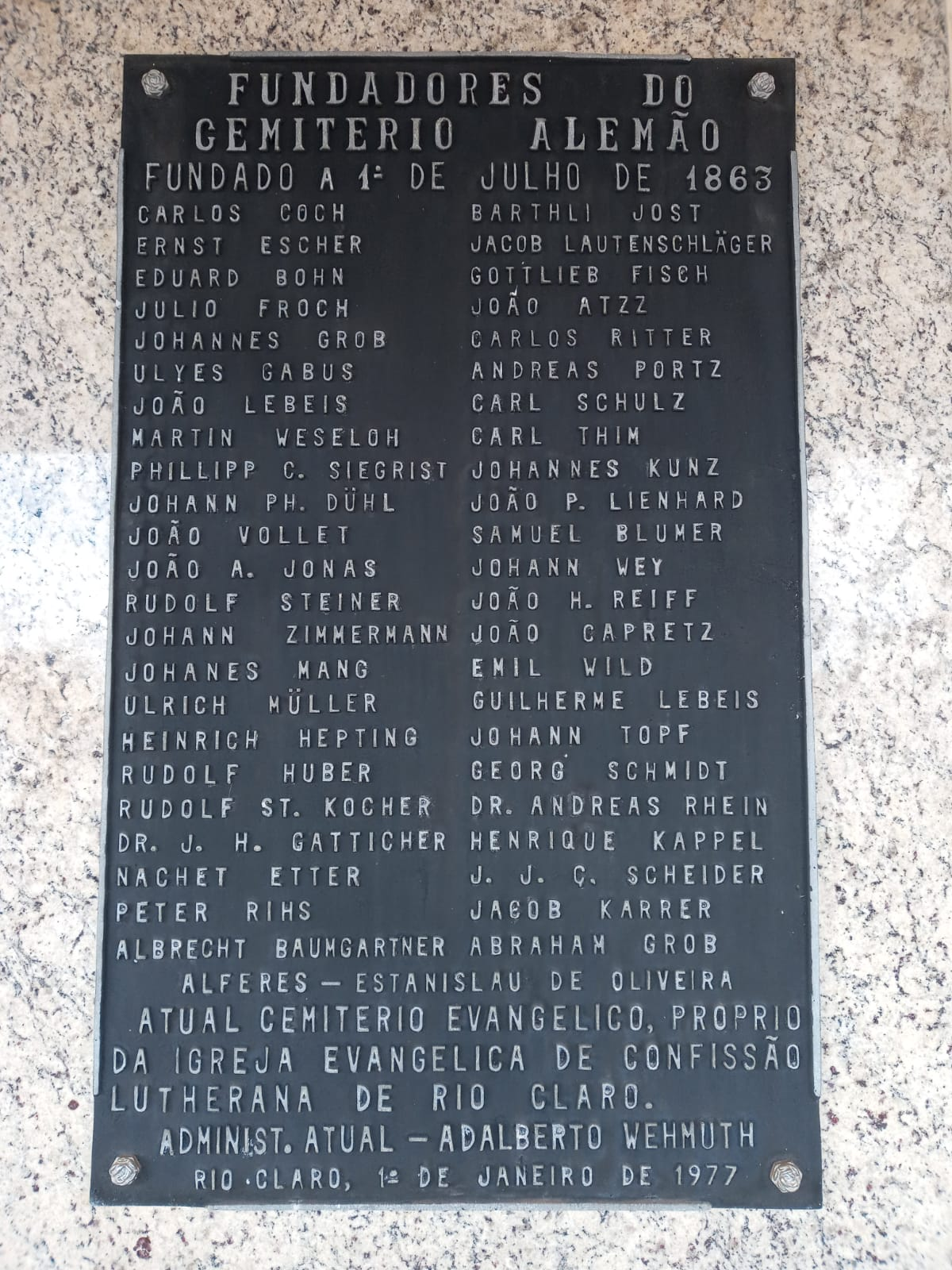
Placa dos fundadores do Cemitério Alemão
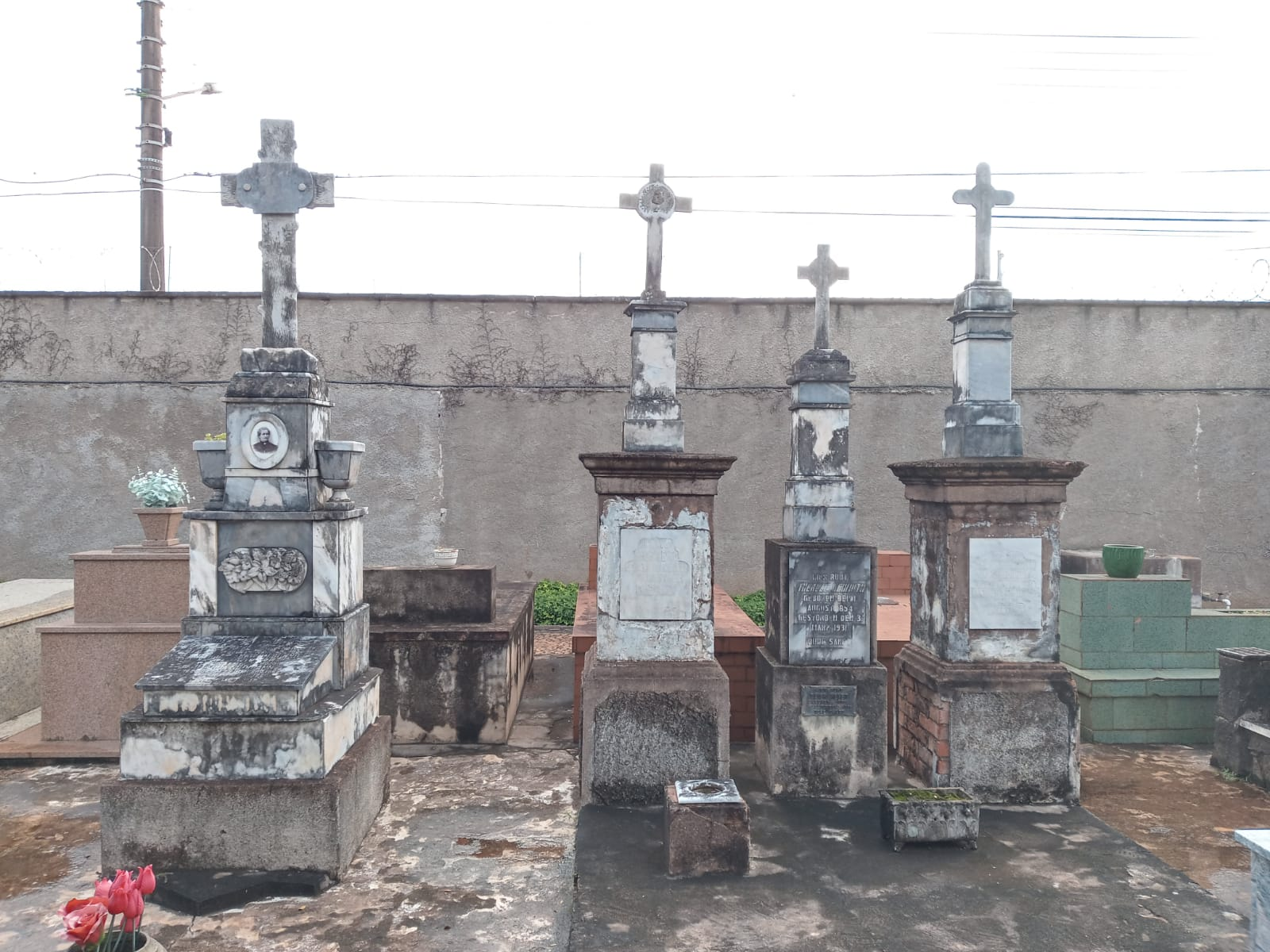
Ala central, com alguns túmulos históricos

Havia anteriormente em local próximo ao do atual cemitério, um antigo Cemitério Alemão, onde já haviam iniciado os sepultamentos, mas a pouca documentação registrada em gótico alemão e em péssimo estado, não oferece maiores detalhes sobre os motivos da transferência, embora tenha se registrado uma preocupação do Sr. Bohn e outros, conotando "uma certa urgência" na elaboração do atual.
Existe uma pequena ala central, com túmulos históricos de alguns de seus fundadores, assim como uma placa no hall de entrada, nomeando-os.

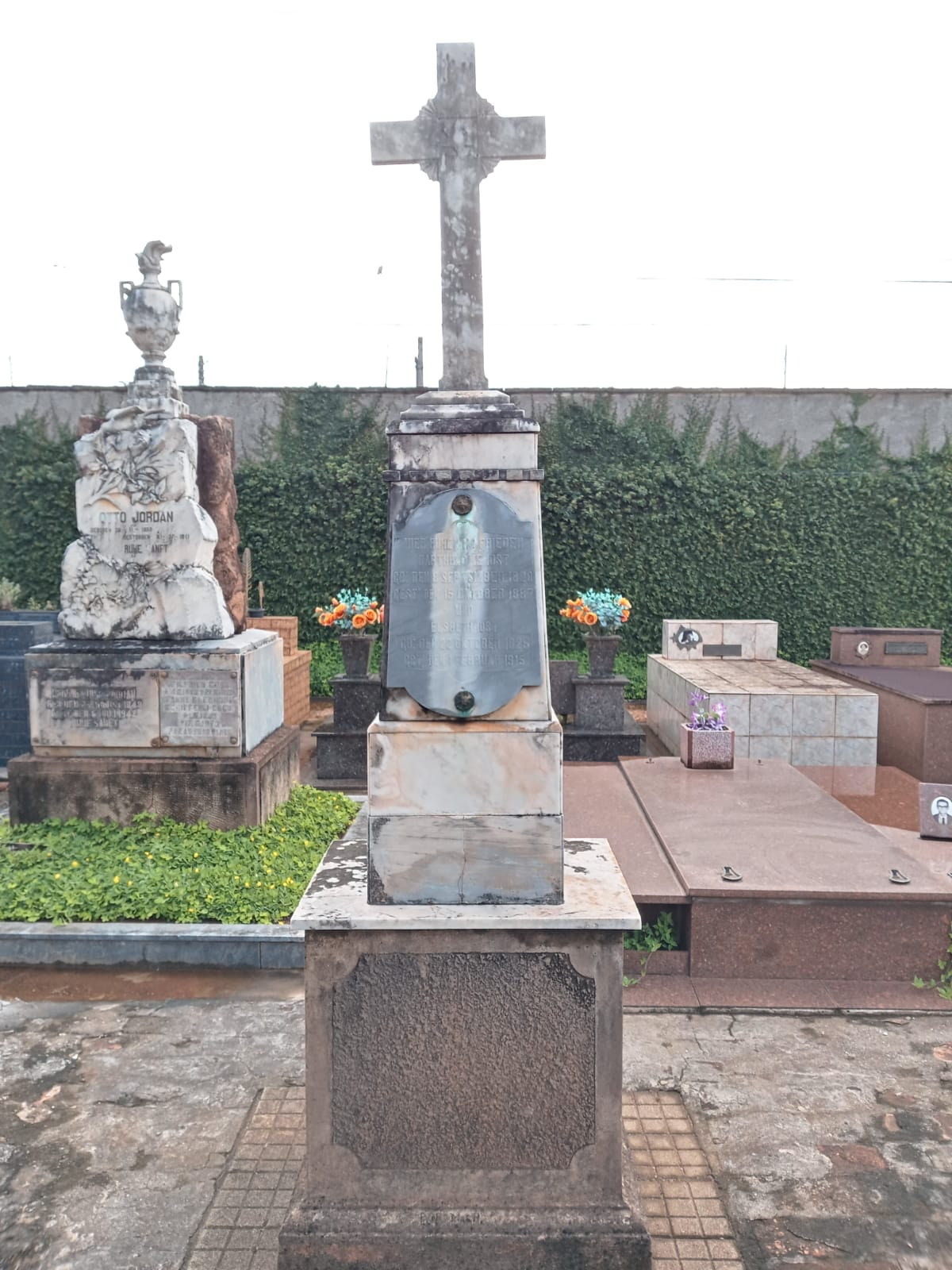
Túmulo de Bartholome Jost, imigrante suíço e um dos fundadores
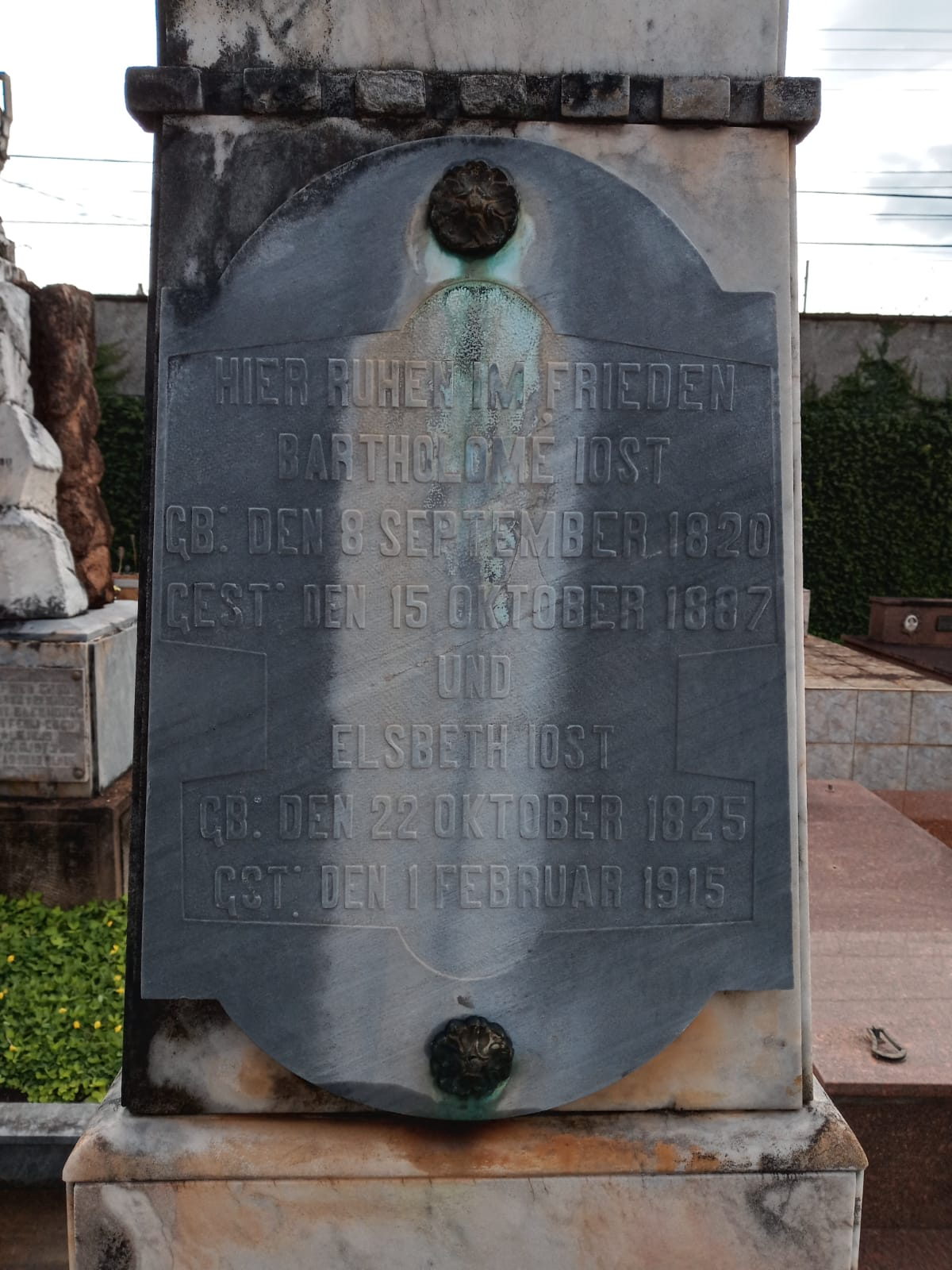
Lápide de Bartholome Jost

Atualmente, o cemitério comporta não somente sepulturas dos imigrantes alemães, suíços e seus descendentes, mas também grande número de sepulturas de famílias de outras origens e religiões.

## Administração do cemitério
O cemitério é administrado pela Comunidade Evangélica de Confissão Luterana de Rio Claro. Conta com um sistema de tributo anual, pago pelas famílias proprietárias das sepulturas, para o auxílio nas manutenções. Possui zeladoria própria e ajudantes e é extremamente bem cuidado.